# Maria Alice von Österreich-Teschen

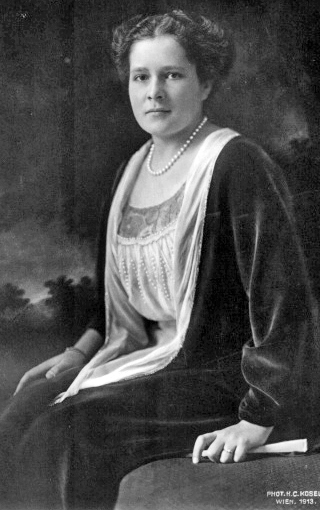
Maria Alice von Österreich-Teschen, 1913

Maria Alice Emanuele Agnes Anna von Österreich-Teschen (* 15. Januar 1893 in Pressburg/Pozsony in Österreich-Ungarn; † 1. Juli 1962 in Halbturn) war eine Erzherzogin aus dem Hause Habsburg-Lothringen.

## Leben
Maria Alice war die achte Tochter des Erzherzogs Friedrich von Österreich-Teschen und seiner Gattin Isabella von Croÿ. Nach dem Ersten Weltkrieg vermählte sie sich als 27-Jährige am 8. Mai 1920 in Luzern mit dem drei Jahre älteren Friedrich Heinrich Waldbott von Bassenheim und hatte mit ihm sechs Kinder:
- Maria Imakulata (* 27. Juli 1921; † 7. September 2020) ⚭ 1947 Hans Heribert Graf von Törring-Jettenbach (1903–1977)
- Anton (* 24. August 1922) ⚭ 1960 Thea Schonpflug (* 1938)
- Paul (* 9. Februar 1924; † 21. Februar 2008) ⚭ 1958 Marie Therese Gräfin von Wickenburg-Capellini (* 1929)
- Isabelle (* 20. April 1926; † 9. Mai 2009) ⚭ 1952 Pongracz Graf Somssich de Saard (1920–2013)
- Stephanie (* 19. November 1929; † 13. Januar 2012) ⚭ 1955 Johannes Graf zu Königsegg-Aulendorf (1925–2020)
- Josef (* 26. Januar 1933)

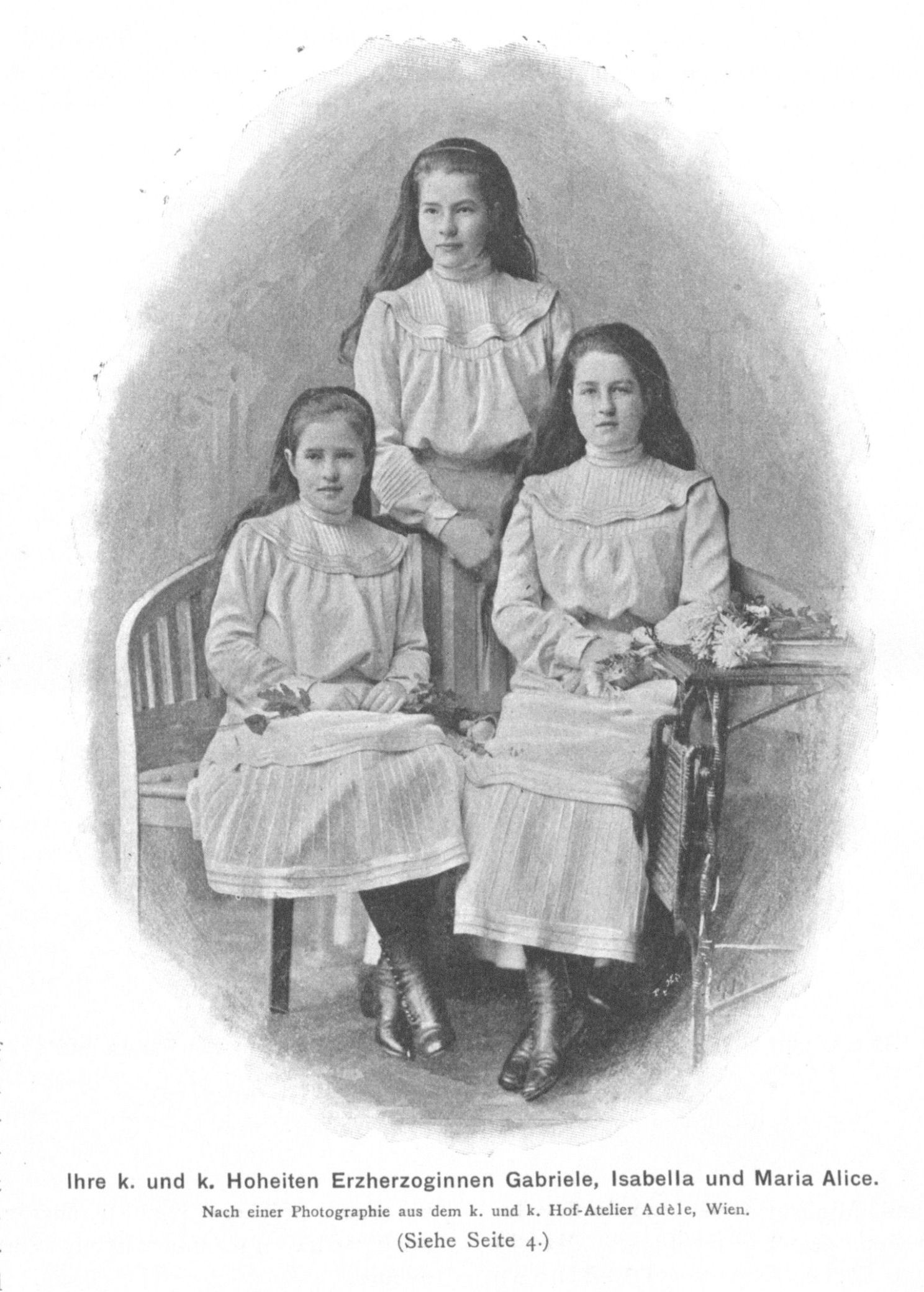
Kleine Maria Alice (unten links) mit ihren Schwestern Gabriele und Isabella im Jahre 1903

Bis zum Ende des Zweiten Weltkrieges 1945 waren Maria Alice und ihr Gatte Großgrundbesitzer in Ungarn. Danach wurde ihr dortiger Besitz verstaatlicht. Ihr Sohn Paul erbte nach dem Tod seines Onkels Albrecht 1955 das im Burgenland gelegene Schloss Halbturn. Ihr Gatte starb am 16. Dezember 1959.